# يوجين أتكينسون
يوجين أتكينسون (بالإنجليزية: Eugene Atkinson)‏ هو سياسي أمريكي، ولد في 5 أبريل 1927 في الولايات المتحدة، وتوفي في 4 أغسطس 2016 في نفس البلد. حزبياً، نشط في الحزب الجمهوري والحزب الديمقراطي. وقد انتخب عضو مجلس النواب الأمريكي.